# Управление денежными средствами
Управление денежными средствами — контроль и регулирование денежных операций на предприятии, в банке, брокерской фирме или другом учреждении, ставящее своей целью наиболее эффективное привлечение и использование денежных средств, в том числе оптимизацию сроков осуществления платежей, ускорение получения платежей, оптимизацию величины свободного денежного остатка и т. д.

## Обеспечение эффективности
Для эффективного управления денежными средствами и их потоком необходимо соблюдение следующих условий:
- прогноз возможных поступлений и выплат, обеспечивающих своевременного соблюдения компанией своих обязательств;
- управление финансами для привлечения средств инвесторов и банков и эффективный контроль за заимствованиями;
- эффективное управление операционной деятельностью, направленное на сокращение объема денежных средств, необходимых для обеспечения работы компании;
- создание и контроль портфеля таких товаров и услуг, которые постоянно генерируют денежные средства. а не потребляют их;
- план управления избыточными денежными средствами.

## Управление денежными средствами vs управление ликвидностью
Управление ликвидностью — это определение оптимальной величины ликвидных активов (денежных средств и денежных эквивалентов), область управления оборотными активами. А управление денежными средствами — это механизмы оптимизации получения и расходования лишь денежных средств.